# دو آب هوران (مازو)
دو آب هوران (بالفارسية: دوآبهوران) هي منطقة سكنية تقع في قسم مازو الريفي، بمقاطعة أنديمشك التابعة لمحافظة خوزستان، إيران. يقدر عدد سكانها بـ 24 نسمة حسب الإحصاء السكاني الذي تمّ في عام 2006.